# Valentin Petry
Valentin Petry (Hochheim am Main, Hessen, 5 de maig de 1928 - 25 de maig de 2016) fou un ciclista alemany, professional des del 1951 fins al 1962. Va combinar tant el ciclisme en pista com en ruta. L'any 1956 es proclamà campió d'Alemanya en ruta.

## Palmarès en pista
- 1955
  -  Campió d'Alemanya en Mig Fons
- 1956
  -  Campió d'Alemanya en Madison (amb Heinz Scholl)
- 1959
  -  Campió d'Alemanya en Madison (amb Klaus Bugdahl)
  - 1r als Sis dies de Colònia (amb Klaus Bugdahl)

## Palmarès en ruta
- 1952
  - 1r a la Taunushoehen Rundfahrt
- 1955
  - Vencedor d'una etapa de la Volta a Alemanya
- 1956
  -  Campió d'Alemanya en ruta
  - 1r al GP Rei